# Ошейко Галина Василівна
Гали́на Василівна Оше́йко (Галина Василівна Середа; нар. 23 березня 1979) — українська пляжна волейболістка; володарка Кубка України-2001.

## З життєпису
Народилася 1979 року. 2001-го стала чемпіонкою України в парі з Світланою Бабуріною.
2003 року пара Ошейко — Бабуріна завойовує срібло на етапі Світового туру, який проходив у Ле-Лаванду (Франція).
В австрійському Клагенфурті на етапі Світової ліги з пляжного волейболу 2008 року Галина Ошейко і Світлана Бабуріна дійшли до фіналу та посіли другу сходинку2009 року пара Світлана Бабуріна/Галина Ошейко пробилися у світовий фінал та посіли 17 місце.
2018 року дует Середа — Бабуріна втали володарями національного кубка.